# Турбокомпаундний двигун

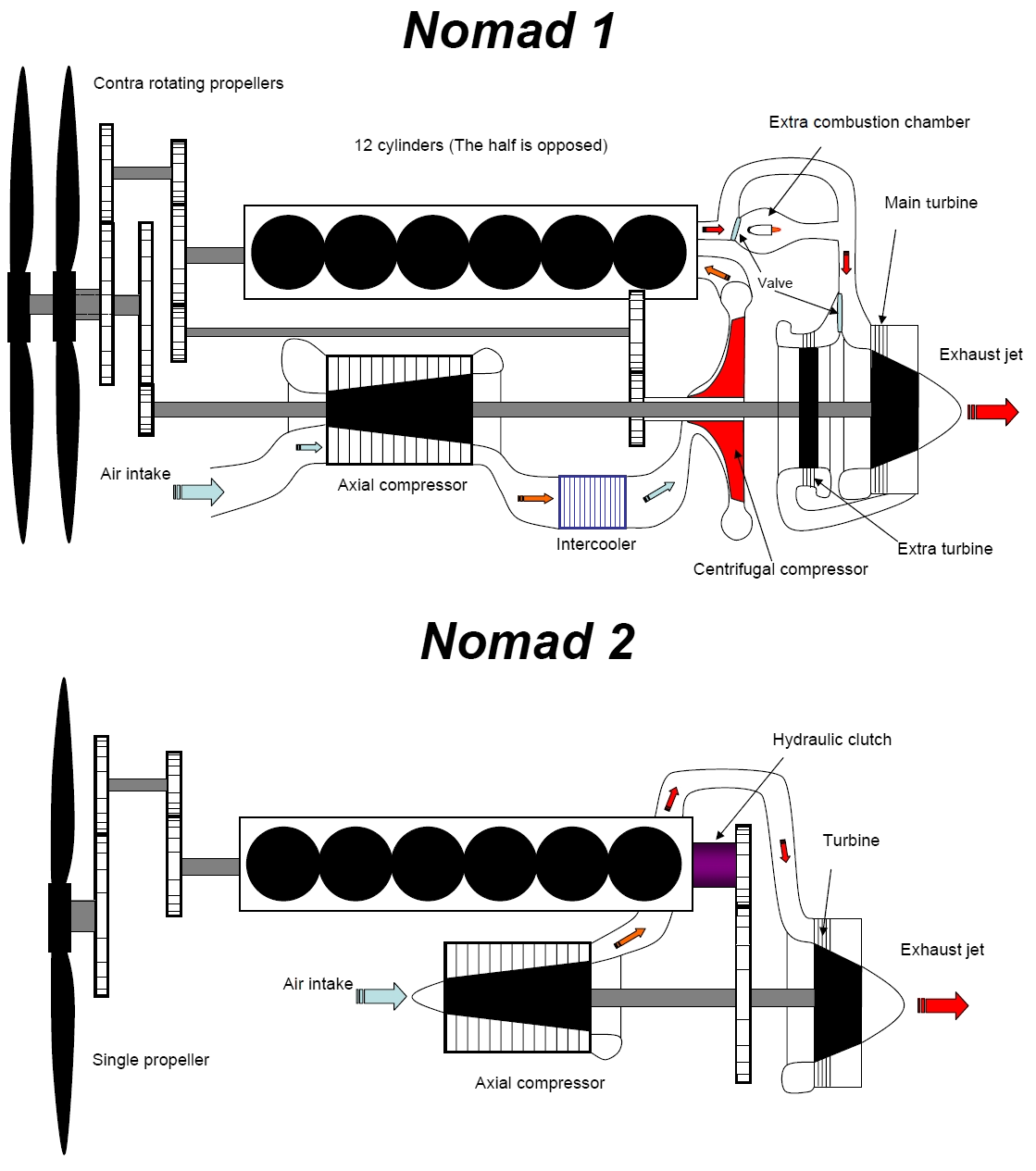
Схема авіаційного дизельного двигуна Napier Nomad

Турбокомпаундний двигун — двигун внутрішнього згоряння, у якому потужність розвивається не тільки у циліндрах, але і в силовій турбіні.
Бувають різні схеми розташування турбіни у силовому агрегаті. Найпоширенішими є турбокомпаундні двигуни значних розмірів. Застосування силової турбіни у двигунах автотракторного типу дає змогу підвищити паливну економічність, розвантажити поршневу частину двигуна, що, відповідно, призводить до збільшення надійності та ресурсу.